# Magnus Beronius
Magnus Olai Beronius, född den 18 oktober 1692 i Uppsala, död där den 18 maj 1775, var en svensk universitetslärare och kyrkoman. Han var biskop i Kalmar stift och Svenska kyrkans ärkebiskop.

## Biografi
Släkten Beronius kom från Hälsingland. Magnus Beronius var son till kyrkoherden i Uppsala Olaus Magni Beronis och Catharina Celsia, vilken var syster till Olof Celsius den äldre av släkten Celsius och faster till Anders Celsius. 
Magnus Beronius gifte sig första gången med Catharina Elisabeth Valleria. Han ingick sitt andra äktenskap med Johanna Catharina Burman, som tillhörde den så kallade Bureätten. Hustrun och barnen adlades 1760 under namnet Björnstjerna. Efter nio års studier vid akademien i Uppsala vann han 1716 sitt magisterdiplom. Han blev 1723 docent och utnämndes 1724 till lektor i Gävle. 
Efter att ha kommit hem från en utlandsresa utnämndes han 1727 till teologie adjunkt i Uppsala, och fem år därefter till poëseos professor. År 1737 bytte han ut denna lärostol mot en i den teologiska fakulteten. Som pedagog värnade Beronius om de klassiska studierna. Åren 1737–1745 var han inspektor för Gestrike nation. Beronius blev 1745 biskop i Kalmar stift. Under sin tid som biskop tog han 1756 initiativ till ett nytt boktryckeri i Kalmar som kom att drivas av boktryckaren Lars Lindeblad.
Under hela sin tid i Kalmar skall Beronius ha varit i delo med lektorn Johan Stagnell, vilken skall ha ansetts som stridslysten, men kvick. Stagnell lär i sina skrifter ha givit flera framställningar av Beronius som skall ha ansetts som nidbilder av denne. Beronius var riksdagsman vid riksdagarna 1746, 1751, 1755 och 1760. Han utnämndes 1764 till ärkebiskop efter Samuel Troilius. Beronius blev då även prokansler för Uppsala universitet. 
Beronius var, i egenskap av ärkebiskop, prästståndets talman vid 1765–1766 års stormiga riksdag. I politiskt hänseende var Beronius sin företrädares motsats och stod Mösspartiet närmast. Han deltog i uppfostringskommissionen 1770 och var bibelkommissionens förste ordförande 1773. Han är begravd i Uppsala domkyrka.

## Galleri

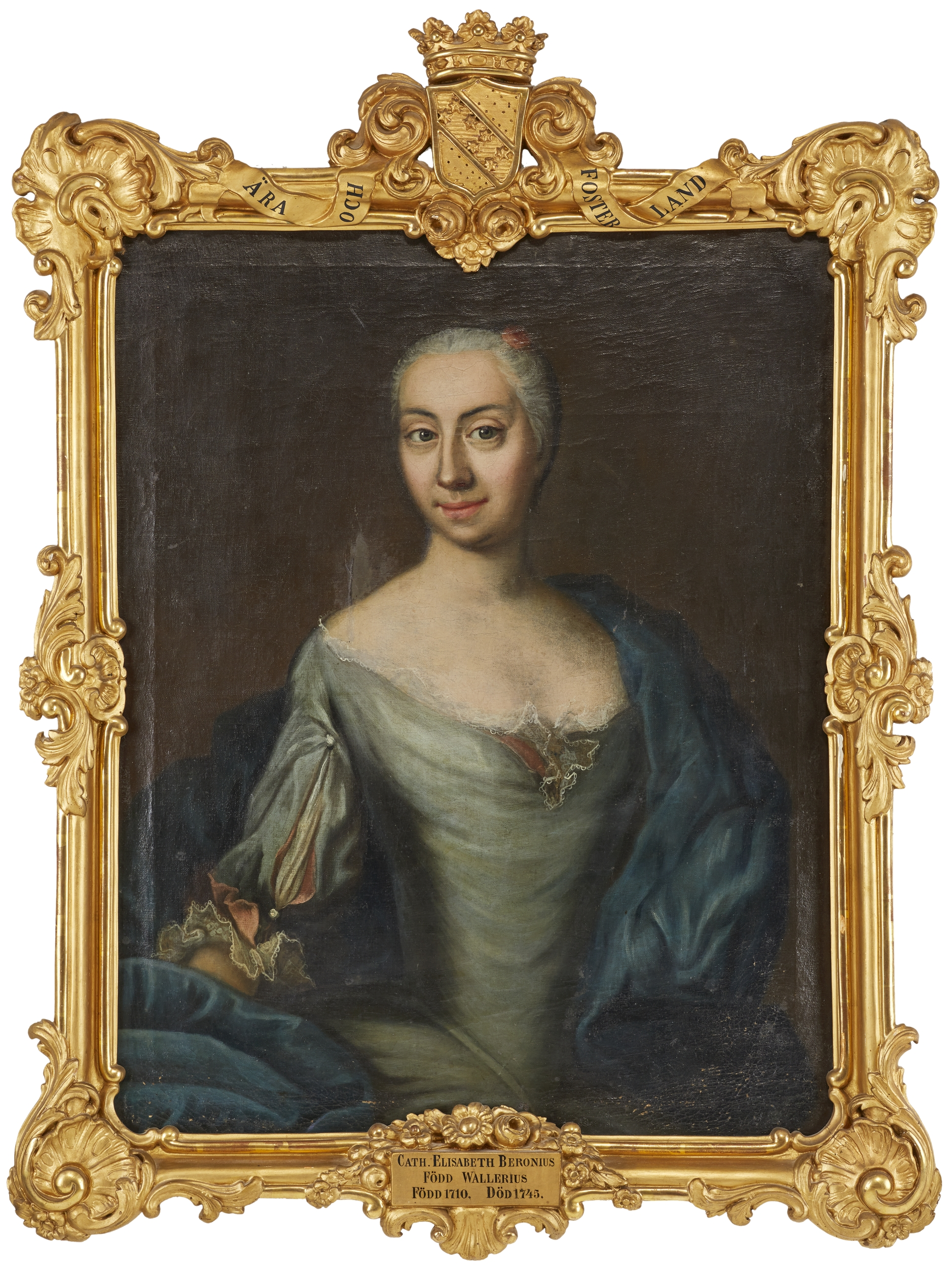
Porträtt av Beronius första hustru Catharina Elisabeth Walleria (1710–1745), avporträtterad 1742 av Lorens Pasch d.ä.